# شامانية قومية سامي

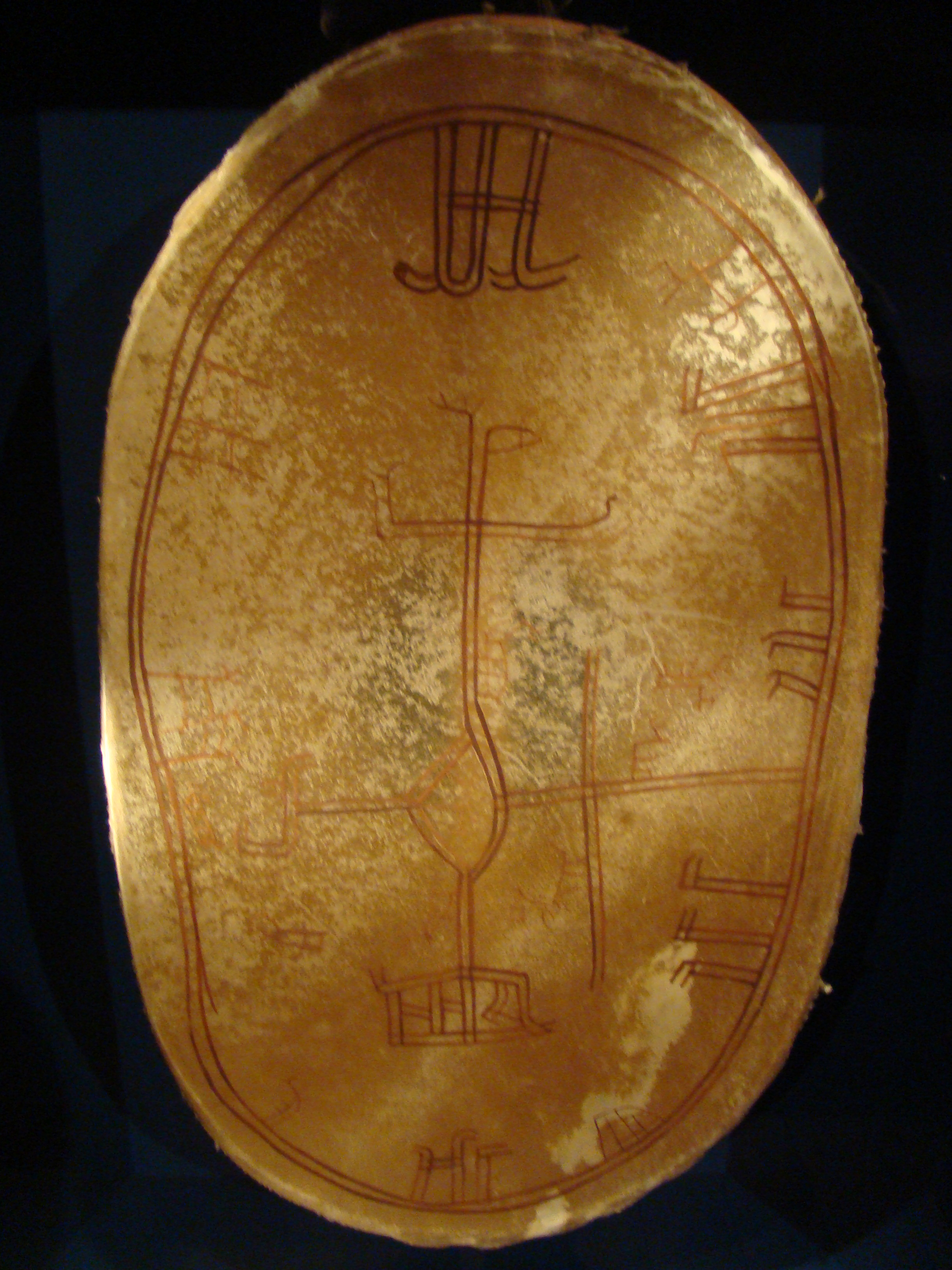
طبلة سحرية سامية في متحف القطب الشمالي (آرتكوم) في روفانيمي.

تستند الممارسات والمعتقدات الروحية السامية التقليدية إلى نوع من الأرواحية والتعددية وما قد يعتبره علماء الأنثروبولوجيا الشامانية. يمكن أن تختلف التقاليد الدينية بشكل كبير من منطقة إلى أخرى داخل سابمي.
يُعتبر الدين السامي التقليدي عمومًا روحانيًا. ويذهب الاعتقاد السامي إلى أنَّ جميع الأشياء الطبيعية المهمة (مثل الحيوانات والنباتات والصخور، إلخ) تمتلك روحًا، ومن منظور متعدد الآلهة، تشتمل معتقدات سامي التقليدية على العديد من الأرواح. وتؤكد المعتقدات والممارسات التقليدية للسامي، بشكل عام، على تبجيل الموتى والأرواح الحيوانية. وإنَّ العلاقة مع الحيوانات المحلية التي تدعم الناس، مثل الرنة، مهمة جدًا لمجموعة الأقارب. كانت النظرة التقليدية للعالم قائمة على العلاقة بين الإنسان والطبيعة. كانت الحدود بين الإنسان والمملكة الحيوانية غير واضحة لدرجة أن التحولات الحيوانية المختلفة كانت شائعة.
الشامان كان قادرًا على الدخول في نشوة عن طريق قرع طبلة سحرية والغناء. وكان أهم عضو في مجتمعات سامي، حيث كان قادرًا على العمل في المجتمع بوصفه قادرا على الاتصال بالحياة الآخرة. 
كانت أهم أماكن العبادة والتضحية للسامي هي سِيدِي، والتي كانت في الأساس حجارة أو صخورًا خاصة كان يُطلب منها النجاح. وكان لديهم بعض الآلهة. عرف السامي الغربيون راديان بأنه الإله الأعلى. 

## الآلهة والأرواح الحيوانية
اعتبر الساميون جميع الحيوانات مقدسة. وفقًا لمعتقدات سامي، كان للحيوانات أيضًا روح. كانت هناك بعض المحرمات (التابو) المرتبطة بقتل الحيوانات: على سبيل المثال، أكد شعب الإناري على أنه لا ينبغي قتل الحيوان بطريقة غير محترمة. كان للدب مكانة خاصة في ثقافات سامي. كان هناك نوع من الاتفاق الضمني بين الإنسان والدب: كان على الإنسان أن يحترم الدب وأن الدب لا يقتل الإنسان.
بغض النظر عن عبادة الدب، هناك أرواح حيوانية أخرى مثل هالدي (بالإنجليزية: Haldi)، التي تحرس الطبيعة. ولدى بعض السامي إله للرعد يسمى هورغاليس [الإنجليزية]. ورنا نيجتا [الإنجليزية] وهي «ابنة الأرض الخضراء الخصبة». وقد يكون رمز شجرة العالم أو عمود العالم، مشابهًا لذلك الموجود في الأساطير الفنلندية، والذي يصل إلى نجم الشمال موجودًا أيضًا عندهم.
ترتبط روح الغابة لايب أولماي (بالإنجليزية: Laib Olmai) لدى بعض شعب سامي تقليديًا بحيوانات الغابات، التي تعتبر قطعانا لها، إلى جانب منحها الحظ الجيد أو السيئ في الصيد. كانت نفوذها في غاية الأهمية، وفقًا لأحد المؤلفين، كانوا يصلون لها ويقدمون (قرابين) لها كل صباح ومساء.

### التحولات الحيوانية
في النظرة السامية للعالم، كان تجاوز الخط الفاصل بين الرجل والمرأة أكثر صعوبة من تجاوز الخط الفاصل بين الرجل والحيوان. كان التحول من إنسان إلى حيوان ومن حيوان إلى إنسان ممكنًا لكل من الساحرات والبشر العاديين. كان السامي يؤمن بشدة أن الإنسان يمكنه، إذا رغب، أن يتحول إلى ذئب أو دب أو حتى سمك السلمون المرقط.

## معلومات المراجع
- Pentikäinen, Juha ja Pulkkinen, Risto: Saamelaisten mytologia. Helsinki: Suomalaisen Kirjallisuuden Seura, 2018. 978-952-222-912-0

## روابط خارجية
- Folklore, Boundaries and Audience in The Pathfinder (a film review by Thomas A. DuBois in SamiCulture) University of Texas
- The Sámi people Nordic FAQ
- Folktales of Meandash, the mythic Sámi reindeer (Part 1) Folklore.ee
- Folktales of Meandash, the mythic Sámi reindeer (Part 2) Folklore.ee
- "Sieidi" نسخة محفوظة 9 أكتوبر 2019 على موقع واي باك مشين. Encyclopaedia of Saami Culture University of Helsinki
- "The Sacred" نسخة محفوظة 17 فبراير 2020 على موقع واي باك مشين. Encyclopaedia of Saami Culture University of Helsinki